# 龙泉乡 (榆中县)
龙泉乡，是中华人民共和国甘肃省兰州市榆中县下辖的一个乡镇级行政单位。

## 行政区划
龙泉乡下辖以下地区：
水家坡村、张家窑村、大坪村、李家岔村、骡子滩村、花寨子村、武家庄村、银川村、水泉湾村、庙咀村、杨家咀村和洞口村。